# Roberto Villanueva

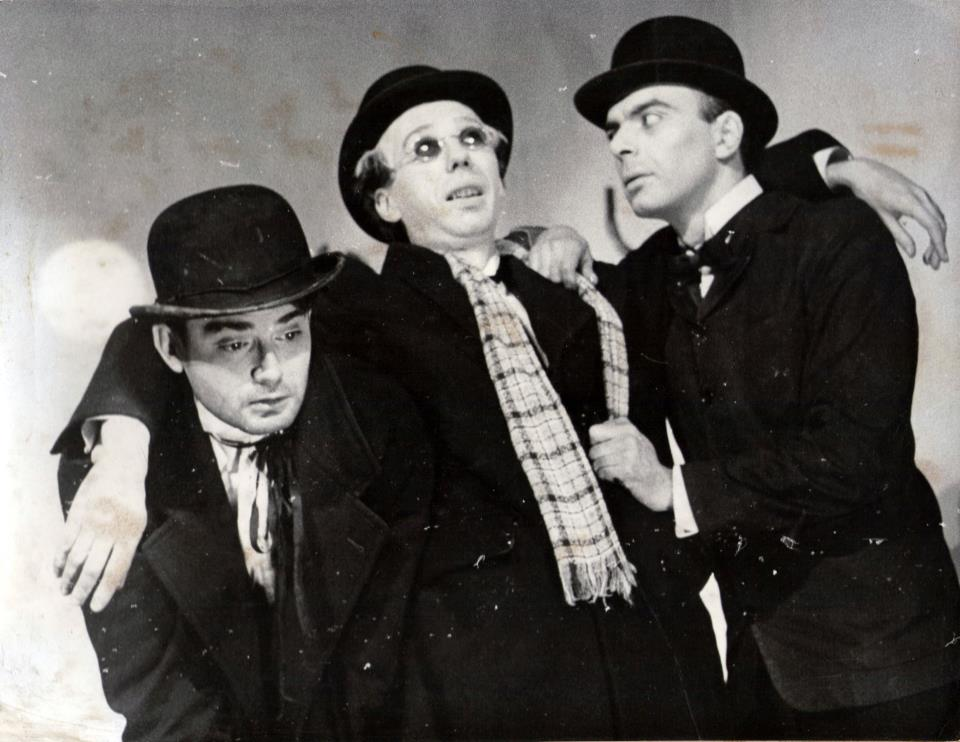
Roberto Villanueva, Jorge Petraglia, Leal Rey - Esperando a Godot, Buenos Aires, 1956

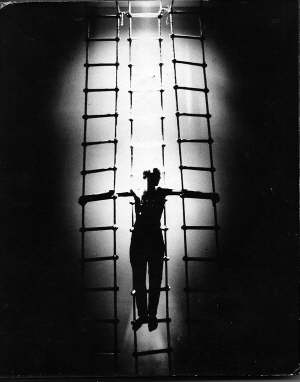
Timón de Atenas - Instituto Di Tella - 1967

Roberto Villanueva (Hernando, 17 de diciembre de 1929-Buenos Aires,2 de noviembre de 2005 ) fue un director teatral, actor, adaptador y escenógrafo argentino de actuación internacional y una de las figuras fundamentales de la vanguardia artística argentina de su época; descolló en la dirección de piezas de Thomas Bernhard.

## Trayectoria
Estudió arquitectura en la Universidad de Buenos Aires, interesándose por el teatro en la universidad.
Debutó como actor en 1956 dirigido por Jorge Petraglia, estrenando en Argentina Esperando a Godot de Samuel Beckett en el teatro de la Facultad de Arquitectura de la Universidad de Buenos Aires.
Fue director de la Comedia Provincial y uno de los pioneros del Instituto Di Tella, donde fue director del centro de experimentación audiovisual hasta su cierre en 1970 y donde impulsó las carreras de Marilú Marini, Nacha Guevara, Kado Kostzer y otros. En el Di Tella actuó en Los siameses de Griselda Gambaro en 1967.
Debió exiliarse en España durante la dictadura cívico-militar argentina, donde vivió entre 1978 y 1992. Regresó a Argentina en 1994.
En el 2001 recibió el Premio Konex de Platino al mejor director teatral de la década por el período 1991-2000.
En cine actuó en Los Taitas (1968), Invasión (1969) de Hugo Santiago y en el cortometraje de Edgardo Cozarinsky Puntos suspensivos (1971).

## Lista de principales espectáculos en Buenos Aires
- La muerte de Danton[6]
- El Resucitado
- Las sacrificadas
- Postal de vuelo[7]
- Las variaciones Goldberg
- Presente vuol dire regalo
- La reina de la noche
- Almuerzo en casa de Ludwig W[8][9]
- La cena
- Minetti
- Freno de mano[10]
- Las personas no razonables están en vías de extinción

## Premios
- 1999 - Premio ACE al Mejor Espectáculo por Minetti de Thomas Bernhard
- 2000 - Premio Fondo Nacional de las Artes a la Trayectoria Artística
- 2000 - Premio Trinidad Guevara - Premio María Guerrero
- 2001 - Premio Clarín al Mejor Director por El juego del bebé de Edward Albee
- 2002 - nominado al Premio María Guerrero por la dirección de Freno de mano y por Amanda y Eduardo de Armando Discépolo.

## Cronología como director - 1961-2005
- Candonga (1961) Sobre un poema de Jorge Garat. Museo Nacional de Bellas Artes.
- Todos eran mis hijos (196-) de Arthur Miller - Comedia de la Pcia. de Bs. As.
- El carnaval de diablo (196-) de Oscar Ponferrada - Comedia de la Pcia. de Bs. As.
- La discreta enamorada (196-) de Lope de Vega - Comedia de la Pcia. de Bs. As.
- El Organito (196-) de Armando Discépolo
- Las Coéforas (196-) de Esquilo - Comedia de la Pcia. de Bs. As.
- Timón de Atenas (1967) de William Shakespeare - Actores: Víctor Laplace CEA – Inst. Di Tella
- Ubú Encadenado (1968) de A. Jarry CEA – Inst. Di Tella
- Tiempo de Fregar (1969) Creación colectiva: Grupo Tiempo de Lobo CEA – Inst. Di Tella
- Anastasia Querida (1969) Autor e intérprete: Nacha Guevara Textos de Georges Brassens, Boris Vian, Jorge de la Vega y Ernesto Schoo. Considerado el Mejor Espectáculo del año por los semanarios Siete Días Ilustrados, Análisis y Primera Plana. Instituto Di Tella
- Señorita Gloria (197-) de Roberto Athayde- Marilú Marini -Teatro Espacio
- Mudanza (197-) Marilú Marini
- El Plauto (1977) de Carlos Trías con Noemí Morelli, Pablo Brichta, y otros. Teatro Estrellas
- La fin del mundo (197-) de Carlos Repetto Actor: Carlos Repetto Teatro Payró
- La fuerza del destino no trae mala suerte (1975) de Eugenio Griffero con Luis Fischer Quintana, Osvaldo Bermúdez, y Eduardo Camacho. Escenografía, vestuario e iluminación: Carlos Cytrynowski - Teatro Payró
- Hola hermanito (1976) Autor: Elio Gallipolli Dirección: Roberto Villanueva
- Familia se vende (1977) de Eugenio Griffero con Golde Flami - Teatro Payró
- Sur (1978) de Julien Green con Luis Rizzo, Mónica Escudero, Roberto Martínez, Ruth Higher, Roberto Urione, Noemí Rodríguez. Teatro Payró
- Ubú (1978) de Alfred Jarry. Versión libre a cargo del director, de: “Ubú Rey” de A. Jarry, con interpolaciones de “Ubú cornudo” y otros textos de Jarry; y de “Hamlet” y “Macbeth” de W. Shakespeare. con Carlos Repetto, Mirta Santos, Luis Risso, Bernardo Buchner, Armando Rocca, Carlos Defilippis, Marcela Blanco, Osvaldo Díaz, y otros.
- El resucitado (1981) Versión libre y dirección: Roberto Villanueva basado en el cuento de Emile Zola “La mort d’Oliver Becaud” Actores: Lorenzo Quinteros, y Daniel Zabala, Reconstrucción escenográfica: Marta Albertinazzi - Teatro Del Nudo (Reestreno) (2005) Premio Estrella de Mar a Mejor Director y Mejor Actor
- Pinocho (1982) Actores: Pepo Oliva, Chete Lera - Espacio Cero (Madrid)
- Posdata, tu gato ha muerto (198-) - Teatro Marquina de Madrid
- El Plauto (198-) Autor: Carlos Trías - Teatro Ma. Guerrero de Madrid
- Telarañas (198-) de Eduardo Pavlovsky - Madrid
- La lección (198-) de Eugene Ionesco - Murcia
- Eclipse total (198-) de Christofer Hampton -Teatro Bellas Artes de Madrid
- La Mandrágora (1984) de Nicolás Maquiavelo con Pepo Oliva, Chete Lera, Nieves Botella, Aurora Montero, Sixto Cid. Espacio Cero (Madrid)
- Camaralenta (1984) de Eduardo Pavlovsky Dirección, Escenografía y Vestuario: Roberto Villanueva Actores: Pepo Oliva, Chete Lera, Nieves Botella, Aurora Montero Teatro Avenida de Manzanares, Madrid
- Fuenteovejuna (1985) de Lope de Vega Versión y dirección: Roberto Villanueva, Escenografía: Roberto Villanueva, Marta Albertinazzi Actores: Hugo Soto, Noemí Morelli, Juan Manuel Tenuta, Juan Carlos Posik, Horacio Peña, Jorge Mayol, Roberto Castro, Daniel Marcove, Aldo Braga, Meme Vigo, Osvaldo de Candia, Mónica Santibáñez, Roberto Mosca, Enzo Bai, Carlos La Rosa - Teatro San Martín, Sala Martín Coronado.
- Yo me bajo en la próxima... ¿y usted? (1985) de Adolfo Marsillach con Tina Serrano y Oscar Martínez- Teatro Lorange
- Los pilares de la sociedad (1986) de Henrik Ibsen Versión: Jorge Goldenberg Dirección: Roberto Villanueva Escenografía y vestuario: Graciela Galán con Aldo Braga, Graciela Araujo, María Cristina Laurenz, Alicia Berdaxagar, Roberto Carnaghi, Hugo Soto, Ingrid Pelicori, Rafael Rodríguez, Graciela Martinelli, Alicia Bellán, Andrés Tunes, Mima Araujo, Horacio Soto, Juan Carlos Pérez Sarre, Marcelle Marcel, Ignacio Alonso. Teatro San Martín, Sala Martín Coronado.
- La tempestad (1986) de William Shakespeare - Teatro Estable de la Universidad de Granada
- La fuerza de la costumbre (1987) Estreno mundial del texto en español de Thomas Bernhard -Teatro Español de Madrid
- Saverio, el cruel (1988) de Roberto Arlt con Lorenzo Quinteros, Susana Lanteri, Alejo García Pintos, Salo Pasik, Noemi Frenkel, Miriam Odorico, Rita Cortese, Roberto Martínez, Roxana Mosca, Federico D’Elía, y otros. Vestuario: Marta Albertinazzi - Teatro Nacional Cervantes
- El burlador de Sevilla (1988) de Tirso de Molina - Actores del El Clú del Claun - Teatro Santa María del Buen Ayre
- Calígula (1988) de Albert Camus con Rita Cortese y Daniel Miglioranza - Teatro el Globo
- Aryentinos (1988) de Ernesto Korowsky y Hermida con Tina Serrano, Patricio Contreras y elenco. Teatro Tabaris

- Morgan (1989) de Griselda Gambaro con Roberto Carnaghi, Elena Tasisto, Aldo Braga, Alicia Berdaxagar, Juan Palomino, Graciela Martinelli, Hugo Caprera, Irene Grassi, Daniel Suárez Marzal, Gustavo Belatti, Osvaldo de Marco. Teatro San Martín, Sala Martín Coronado.

- Destino de dos cosas o de tres (1993) de Rafael Spregelburd, Escenografía y vestuario: Marta Albertinazzi, Música: Francisco Kröpfl, con Emilia Mazer, Emilio Bardi, Martín Adjemián. Teatro San Martín, Sala Cunil Cabanellas.
- Corre, corre, que te pilla el gato (1993) Commedia dell'Arte con Enrique Romero, y otros. España
- La pirámide (1995) de Copi, con Tina Serrano, Emilio Bardi, Cecilia Biagini, Miguel Terni, y Enrique Canellas. Centro Cultural Recoleta.
- Las personas no razonables están en vías de extinción (1997) de Peter Handke, Escenografía y vestuario: Marta Albertinazzi con José María Monje, Tina Serrano, Horacio Roca, Aldo Braga, Noemí Frenkel, Cecilia Biagini. Música: Oscar Edelstein. Teatro San Martín, Sala Cunil Cabanellas.

- Botánico (1997) de Elio Gallipolli, Escenografía, iluminación y vestuario: Roberto Villanueva Actores: Roberto Martinez, Antonio Ugo. Música: Oscar Edelstein. Teatro Nacional Cervantes
- Ligados (1997) de Eugene O'Neill Versión libre: Roberto Villanueva, Actores: Jorge Schubert, Noemí Frenkel, Antonio Ugo, Cecilia Biagini -Teatro Picadilly
- Pajarraco (1998) de Aristófanes (Versión de “Las aves”) Comedia juvenil de la E.A.D: Rubén Sabadini, Titi Suárez, Monina Bonelli y otros. Centro Cultural Recoleta
- Sueño de una noche de verano (1998) de William Shakespeare, Sala ENAD
- La Cena (1998) de Roberto Perinelli con Claudia Lapacó, Roberto Martínez, Facundo Ramírez, Iris Pedrazzoli. Escenografía y vestuario: Stella Rocha Coproducción con el Teatro San Martín - Teatro Del Pueblo

- Minetti (1999) de Thomas Bernhard - Dramaturgia, concepto visual, diseño de sonido y dirección: Roberto Villanueva, Actores: Alfredo Andino, Santiago Giorgini, María Comesaña, Aldo Braga, Vanesa Strauch, Carlos Alberto, Julián La Bruna, Martín La Bruna, Coproducción con el Teatro San Martín - Teatro Babilonia
- La tercera parte del mar (1999) de A. Tantanián Escenografía: Oria Puppo, Actores: Anahí Martella, Martín Urbaneja, Melina Martín, Martín La Bruna, Gastón Mazieres, Verónica Perinelli. Teatro Babilonia
- Almuerzo en casa de Ludwig W. (1999) de Thomas Bernhard con Rita Cortese, Tina Serrano, Alejandro Urdapilleta, Teatro San Martín, Sala Cunil Cabanellas. (Premio ACE (2000), Premio Trinidad Guevara (2000))
- Borges y Perón (1999) de Enrique Estrázulas con Víctor Laplace. Música: Oscar Edelstein. Teatro Nacional Cervantes

- El secreto de la luna (2000) de Julio Cesar Beltzer - Actores: Gustavo Berkhan, Gabriel Correa, Marita Ballesteros, Rita Cortese, Santiago Pedrero, Eugenio Geraci, Diego Rosental, María Laura Pérez. Música: Oscar Edelstein. Teatro Nacional Cervantes
- Carnaval (2000) de Hans Sachs. Espectáculo compuesto por tres obras: "La madre y el canónigo", "La extirpación de los grillos", "De cómo Dios el señor da su bendición a los hijos de Adán y Eva" Dirección: Roberto Villanueva y Manuel Gaspar Teatro El Vitral
- La Reina de la Noche (2000) de Thomas Bernhard - Escenografía y vestuario: Oria Puppo, Actores: Tina Serrano, Roberto Martínez, Pepe Monje, Josello Bella y Julia Romero Teatro Argentino de La Plata - Sala Piazzolla
- El Juego del Bebé (2001) de Edward Albee con Norma Aleandro, Jorge Marrale, Claudio Tolcachir, Verónica Pelaccini. Música: Oscar Edelstein
- Amanda y Eduardo (2001) de Armando Discépolo con Carolina Fal, Analía Couceyro, Manuel Gil Navarro, Martín Urbaneja, Aldo Braga, Juan Palomino, María Socas, Marita Ballesteros, Dolores Fonzi, Nicolas D’ agostino, Santiago Pedrero, Josello Bella. Música: Oscar Edelstein. Teatro San Martín, Sala Casacuberta
- Presente vuol dire regalo (presente quiere decir regalo) (2001) de Viviana Holz Actores: Ana María Castel, Christian Díaz, Hugo Men, Miriam Odorico, Iris Pedrazzoli, Vanesa Strauch Vestuario: Julio Suárez Escenografía: Julio Suárez - Teatro del Nudo
- Freno de mano (2002) de Victor Winer Actores: Victoria Carreras, Pepe Monje, Gabriel Correa.Teatro Nacional Cervantes
- Postal de vuelo (2003) de Victor Winer Actores: Aldo Braga, Victoria Carreras, Roberto Martínez, Antonio Ugo Diseño de escenografía: Roberto Villanueva- Centro Cultural Recoleta
- Las variaciones Goldberg (2003) de George Tabori con Alfredo Alcón, Marita Ballesteros, Martín Chiara, Gabo Correa, Lautaro Delgado, Sergio Grimblat, María Ibarreta, Maximiliano Moldavsky, Santiago Pedrero, Verónica Piaggio, Juan Pablo Rinaldi, Javier Van De Couter, Fabián Vena, Franco Gabriel Verdoia Vestuario: Julio Suárez Escenografía: Oria Puppo. Música: Oscar Edelstein. Teatro San Martín, Sala Martín Coronado
- Las sacrificadas (2004) de Horacio Quiroga con Rafael Ferro, Julieta Ortega, Santiago Pedrero, Jean Pierre Reguerraz, Mariana Richaudeau, Juan Pablo Rinaldi, Tina Serrano Vestuario: Julio Suárez Escenografía: Julio Suárez - Teatro Nacional Cervantes
- La muerte de Danton (2005) de Georg Büchner Versión libre y dramaturgia: Roberto Villanueva con Verónica Piaggio, Walter Quiroz, Gastón Mazieres, Iván González, Mariana Richaudeau, Escenografía y vestuario: Julio Suárez - Centro Cultural de la Cooperación

## Filmografía
Intérprete
- ...(Puntos suspensivos) (1970)